# The Tatler

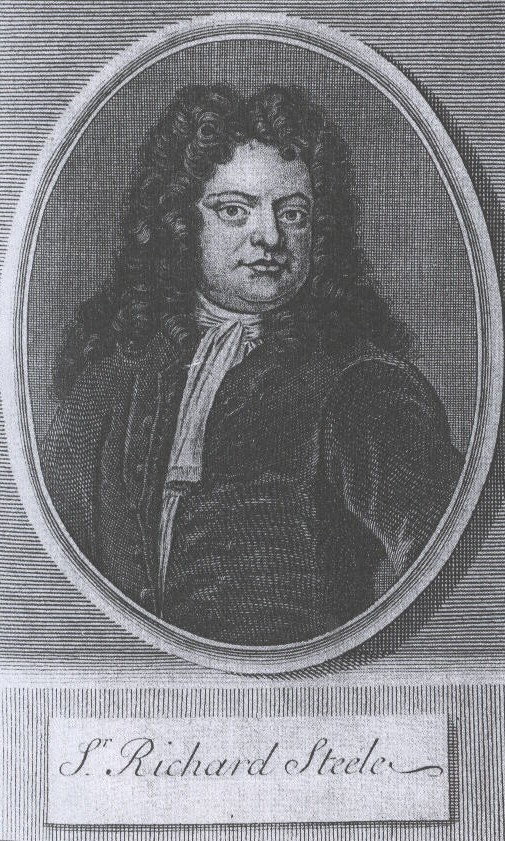
Richard Steele

The Tatler is een reeks van verschillende Britse tijdschriften die zichzelf bestempelen als opvolger van hun voorganger, uiteindelijk allemaal refererend aan de originele The Tatler opgericht door Richard Steele. De huidige reïncarnatie van het tijdschrift is een lifestyle maandblad uitgegeven door Condé Nast Publications.
De originele Tatler verscheen driemaal per week tussen 1709 en 1711. Het blad werd grotendeels gevuld door Steele, maar ook zijn vriend Joseph Addison leverde bijdragen. Samen zouden zij later het tijdschrift The Spectator oprichten.
The Tatler berichtte over stadse zaken, met nieuwtjes uit de koffiehuizen en andere modieuze ontmoetingsplaatsen in Londen. Ook vermaak en buitenlands nieuws behoorden tot de onderwerpen, evenals literaire zaken. Van de in totaal 271 verschenen nummers werden er 190 geheel door Steele zelf gevuld, onder verschillende pseudoniemen. Addison werkte mee aan 42 nummers en 36 schreven zij gezamenlijk. Het tijdschrift werd beëindigd in januari 1711: het werk werd te zwaar voor Steele.

## Hedendaags tijdschrift
Ook nu bestaat er een tijdschrift met deze titel, dat verschijnt sinds 1901. Het is in de huidige vorm een maandblad met een circulatie van 90.000 exemplaren. In de jaren negentig werd het blad gemoderniseerd door uitgever Jane Procter. De uitstraling van het blad werd verhoogd door de toevoeging van aan het blad gelinkte reisadviezen (The Travel Guide) en dinersuggesties (The Restaurant Guide) en populariteitslijstjes als The Most Invited en The Little Black Book. Aan de publicatie van dergelijke lijstjes werden ook grote events en feestjes opgehangen die ruime media-aandacht krijgen.